# II Macabeus
O Segundo Livro dos Macabeus, também conhecido como II Macabeus, é um dos livros deuterocanônicos do Antigo Testamento da Bíblia. Possui 15 capítulos. Vem depois de I Macabeus e antes do Livro de Jó. O Segundo livro dos Macabeus não é a continuação do primeiro.
É em parte paralelo a ele, iniciando a narração dos acontecimentos um pouco antes, no fim do reinado de Seleuco IV, predecessor de Antíoco IV Epifânio, mas acompanhando-os apenas até a derrota de Nicanor, antes da morte de Judas Macabeu. Isto não representa mais do que quinze anos e corresponde somente ao conteúdo dos capítulos I a VII do primeiro livro.

## Estilo
O gênero literário é diferente e o livro foi escrito originalmente em grego, apresentando-se como um resumo da obra de Jasão de Cirene (II Mc II, 23) e se inicia com duas cartas dos judeus de Jerusalém (II Mc I, 2-18). O estilo é de escritor helenístico e de historiador medíocre, embora seus conhecimentos das instituições gregas e das personagens da época sejam superiores ao do autor de I Mc.
O autor escreveu para os judeus de Alexandria e seu desígnio é despertar o sentimento de comunhão deles com os irmãos da Palestina e o interesse pela sorte do Templo.
As duas cartas no começo do livro são convites dirigidos pelos judeus de Jerusalém a seus irmãos do Egito para celebrar com eles a festa da purificação do Templo, a dedicação.
O valor histórico do livro não deve ser subestimado. É verdade que o compendiador incorporou as narrativas apócrifas contidas nas cartas I, 1-2 e II, 1-18 e reproduziu as histórias fantasiosas de Heliodoro, do martírio de Eleazar e do martírio dos sete irmãos que encontrou em Jasão, mas a concordância geral com I Mc assegura a historicidade dos fatos relatados por duas fontes independentes.

## Objetivo
O objetivo do autor é reapresentar parte dos fatos narrados em I Macabeus, sob uma nova perspectiva, para mostrar que a luta em defesa do povo se enraíza na atitude de fé, que confia plenamente no auxílio de Deus. Desse modo, a resistência contra o opressor implica fé e ação, mística e prática ou, na visão do autor, lutar com as mãos e rezar com o coração. Trata-se, portanto, de releitura por dentro do movimento revolucionário, cuja eficácia repousa na força de Deus, presente na ação do povo. Nessa perspectiva de fé, nem mesmo a morte se apresenta como obstáculo ou sinal de derrota. Pelo contrário, o testemunho dos mártires, coroado pela fé na ressurreição, mostra que não há limites para a resistência, pois Deus gera a vida onde os opressores produzem a morte. Confiando nesse Deus, o povo nada mais tem a temer, pois em qualquer circunstância tem certeza da vitória.

## Importância teológica
O livro é importante pelas afirmações que contém sobre a ressurreição dos mortos (7,9;14,46), as sanções de além-túmulo (6,26), o mérito dos mártires (6,18-7,41), a intercessão dos santos (15,12-16) e a prece pelos defuntos (II Mc XII, 45). Estes ensinamentos, referentes a pontos que os outros escritos do Antigo Testamento deixavam incertos, explicam sua aceitação pela Igreja Católica Romana, Ortodoxa e Anglicana.
A igreja protestante juntamente com o judaísmo consideram tais doutrinas apresentadas no livro como heréticas, mas concordam que o livro tem notável valor histórico (porém consideram o primeiro livro como de maior valor).